# Duck Key
Duck Key és una concentració de població designada pel cens dels Estats Units a l'estat de Florida. Segons el cens del 2000 tenia 443 habitants.

## Demografia
Segons el cens del 2000, Duck Key tenia 443 habitants, 235 habitatges, i 141 famílies. La densitat de població era de 198,9 habitants/km².
Dels 235 habitatges en un 8,9% hi vivien nens de menys de 18 anys, en un 56,6% hi vivien parelles casades, en un 3% dones solteres, i en un 39,6% no eren unitats familiars. En el 33,2% dels habitatges hi vivien persones soles el 14,9% de les quals corresponia a persones de 65 anys o més que vivien soles. El nombre mitjà de persones vivint en cada habitatge era d'1,89 i el nombre mitjà de persones que vivien en cada família era de 2,32.
Per edats la població es repartia de la següent manera: un 8,8% tenia menys de 18 anys, un 2,3% entre 18 i 24, un 20,8% entre 25 i 44, un 40% de 45 a 60 i un 28,2% 65 anys o més.
L'edat mediana era de 54 anys. Per cada 100 dones de 18 o més anys hi havia 101 homes.
La renda mediana per habitatge era de 39.125 $ i la renda mediana per família de 39.708 $. Els homes tenien una renda mediana de 50.341 $ mentre que les dones 26.429 $. La renda per capita de la població era de 29.007 $. Entorn del 23,4% de les famílies i el 16,6% de la població estaven per davall del llindar de pobresa.

## Poblacions més properes
El següent diagrama mostra les poblacions més properes.